# Hockeria micula
Hockeria micula är en stekelart som först beskrevs av Nikol'skaya 1952.  Hockeria micula ingår i släktet Hockeria och familjen bredlårsteklar. Inga underarter finns listade i Catalogue of Life.